# بث نحو الأقرب
| أنماط التوجيه  |
| بث فريد الوجهة |
| بثّ عام         |
| بث مجموعاتي    |
| بث نحو الأقرب  |
| بث جغرافي      |
| -------------- |
| ع ن ت          |

Anycast عبارة عن تقنية عنونة وتوجيه لإعادة توجيه البيانات إلى خادم الكمبيوتر "الأقرب" أو "الأكثر كفاءة" وذلك اعتمادا على سياسة التوجيه.
يهدف هذا المصطلح إلى أن يكون قريبًا صوتيًا من مصطلحات البث الأحادي والبث والبث المتعدد .
- في البث الأحادي ، يوجد ارتباط واحد فقط بين عنوان الشبكة ونقطة النهاية النهائية : يحدد كل عنوان وجهة بشكل فريد مستلمًا نهائيًا واحدًا.
- في البث والبث المتعدد ، هناك ارتباط "واحد إلى متعدد" بين عناوين الشبكة ونقاط النهاية النهائية : يحدد كل عنوان وجهة مجموعة من أجهزة الاستقبال النهائية، والتي يتم نسخ كافة المعلومات عليها.
- في Anycast ، يوجد أيضًا ارتباط "واحد إلى متعدد" بين عناوين الشبكة ونقاط النهاية النهائية : يحدد كل عنوان وجهة مجموعة من أجهزة الاستقبال النهائية، ولكن يتم اختيار واحد منهم فقط لاستقبال المعلومات في وقت معين لمرسل معين.

على الإنترنت ، عادة ما يتم تنفيذ Anycast باستخدام BGP الذي هو يعلن في نفس الوقت عن نفس نطاق عناوين IP من المواقع المتعددة على الشبكة. بهذه الطريقة، يتم توجيه الحزم إلى النقطة "الأقرب" على الشبكة التي تعلن عن مسار الوجهة.
يتم تطبيق اي بث بسهولة أكبر على البروتوكولات غير المتصلة بالإنترنت (التي تعتمد عادةً على UDP )، بدلاً من بروتوكولات الوضع المتصل مثل TCP أو البروتوكولات عبر UDP التي تحافظ على حالتها الخاصة لأن جهاز الاستقبال المحدد للمصدر يمكن أن يتغير في أي وقت يتم تحديث المسارات، مما يؤدي إلى قطع الاتصال المحادثات الجارية دون سابق إنذار. بالنسبة لبروتوكولات الوضع المتصل التي تتطلب أن تستخدم المحادثة بأكملها نفس الخادم، فإن أنظمة مثل GeoDNS تكون أكثر ملاءمة. RFC 4786 يصف بمزيد من التفصيل كيفية العمل Anycast.>>>>>>
ولهذا السبب، عادةً ما يتم استخدام Anycast لتوفير مستوى عالٍ من التوفر وموازنة التحميل للخدمات في الوضع غير المتصل....

## استخدام اي بث في تنفيذ DNS
بعض خوادم DNS الجذرية عبارة عن مجموعات كبيرة من الخوادم التي تستخدم Anycast. تنتشر الخوادم C وF وI وJ وK وM عبر عدة قارات وتستخدم البث Anycast لتوفير خدمة لا مركزية. لذا، فإن معظم خوادم الجذر الفعلية تقع خارج الولايات المتحدة . RFC يصف كيفية استخدام Anycast لتوفير خدمة DNS. تستخدم العديد من نطاقات ccTLD أيضًا هذه التقنية، مثل .fr  و .ch 

## استخدام اي بث في تنفيذ IPv6
توجد البوابة 6to4 (بروتوكول انتقال IPv6 ) ويمكن الوصول إليها عن طريق العنوان IP 192.88.99.1 (انظر RFC 3068 للمزيد من التفاصيل). يتيح ذلك لمزودي خدمة الإنترنت تنفيذ بوابات من 6 إلى 4 دون معرفة المضيفين بالبوابة الخاصة بالموفر.

## أني كاست الأمن
يسمح Anycast للجهاز الذي يتم قبول معلومات التوجيه الخاصة به بواسطة جهاز توجيه وسيط باعتراض أي حزمة مخصصة لعنوان Anycast. قد يبدو هذا غير آمن، لكنه لا يسبب مشاكل أكثر من التوجيه العادي : يعد التصفية الدقيقة لما يمكن وما لا يمكن نشره في المسارات أمرًا ضروريًا لتجنب هجمات الرجل في المنتصف أو هجمات حفرة المياه .

## موثوقية أي بث
عادةً ما يكون Anycast موثوقًا للغاية، حيث يمكنه توفير التكرار في حالة حدوث فشل تلقائي. توفر تطبيقات Anycast عادةً مراقبة نبضات الخدمات وإيقاف إعلان المسار في حالة حدوث خطأ. في بعض الحالات، يتم ذلك عن طريق الخوادم التي تعلن عن بادئة Anycast لجهاز التوجيه عبر OSPF أو بروتوكول IGP آخر. إذا تعطل الخادم، يتجاهل جهاز التوجيه الإعلان تلقائيًا.
وتعد امر مراقبة نبضات القلب أمرًا مهمًا لأنه إذا تم تمديد الإعلان على خادم معيب، فسيكون هذا الأخير بمثابة ثقب أسود للعملاء المحليين. يعد هذا الفشل هو الأخطر بالنسبة لنظام البث المتنوع. وعلى الرغم من ذلك فإن هذا الفشل لن يشكل مشكلة إلا لأقرب العملاء وليس فشلا عالميا. في حالة DNS، لا يشكل هذا الفشل أي مشكلة، ولا يختلف عن الحالة التي يتم فيها إيقاف خادم واحد فقط في المنطقة.

## رفض الخدمة (الموزعة) و Anycast
يمكن أن يساعد Anycast عبر الإنترنت في توزيع هجمات رفض الخدمة وتقليل فعاليتها. نظرًا لأنه يتم توجيه حركة المرور إلى أقرب عقدة (وليس لدى المهاجم سيطرة على هذا السلوك)، فسيتم توزيع رفض حركة مرور الخدمة على أقرب العقد. في معظم الأحيان لن يكون للهجوم نطاق. غالبًا ما يكون هذا هو السبب الرئيسي لنشر Anycast.
ويمكن تقليل هذا التأثير الناتج وذلك عندما يكون من السهل استرداد عناوين البث الأحادي (المستخدمة للإدارة). وبالتالي يمكن للمهاجم التركيز على عقدة معينة، كما لو لم يكن هناك عنوان أي بث وكانت الخوادم منفصلة. ولهذا السبب لا يتم الإعلان عن عناوين إدارة البث الأحادي هذه مطلقًا ويتم تصفيتها دائمًا تقريبًا بشكل صارم.

## محلية أو عالمية
وفي بعض حالات النشر Anycast، يمكن إجراء فرق بين العقد المحلية والعقد العالمية. والعقد المحلية تهدف في المقام الأول إلى توفير الفائدة للمجتمع المحلي المباشر. غالبًا ما يتم إصدار إعلاناتهم مع مجتمع BGP غير القابل للتصدير لتجنب قيام الأجهزة التوجيهيه بإعلانها لأقرانهم (أي يبقى الإعلان في المنطقة المحلية).
وعندما يتم نشر العقد المحلية والعالمية في نفس الوقت، غالبًا ما يكون الإعلان عن العقد العامة مسبوقًا بعدة أنظمة مستقلة لفرض أقصر مسار إلى العقدة المحلية. تستخدم خوادم DNS الجذرية F وK اليوم العقد المحلية والعالمية. ;1234

## انظر كذلك

### روابط خارجية
- (بالإنجليزية) Anycast Addressing on the Internet نسخة محفوظة 1 ديسمبر 2008 على موقع واي باك مشين.
- (بالإنجليزية) Hierarchical Anycast for Global Service Distribution نسخة محفوظة 8 يوليو 2012 على موقع واي باك مشين., document de l'ISC sur anycast
- (بالإنجليزية) Effect of anycast on K-root نسخة محفوظة 4 يوليو 2008 على موقع واي باك مشين., présentation de Lorenzo Colitti (RIPE-NCC) lors du DNS-OARC de juillet 2005
- (بالإنجليزية) The Impact of anycast on Root DNS Servers: The Case of K-root نسخة محفوظة 21 يناير 2011 على موقع واي باك مشين., présentation de Lorenzo Colitti (RIPE-NCC) du RIPE 52 نسخة محفوظة 21 يناير 2011 على موقع واي باك مشين. en avril 2006